# Fattore di crescita trasformante beta
Il fattore di crescita trasformante beta (o TGF-β) è una proteina secreta (quindi presente nello spazio extracellulare) che fa parte del gruppo delle citochine. Esiste in almeno tre isoforme chiamate TGF-β1, TGF-β2 e TGF-β3. Spesso per TGF-β si riferisce a TGF-β1, il quale è stato il primo membro scoperto di questa famiglia proteica.

## Ruolo e significato clinico
La famiglia di proteine TGF-β è parte della superfamiglia del fattore di crescita trasformante beta, che include le attivine, le inibine, l'ormone anti-mulleriano, la proteina morfogenetica dell'osso, decapentaplegic e Vg-1. Il suo recettore ha attività di chinasi in serina treonina.
Tra i ruoli svolti dalla segnalazione di TGF-β vi sono quello di controllare la proliferazione, la differenziazione ed altre funzioni nella maggior parte delle cellule.
Svolge un ruolo nell'immunità, nel cancro, nell'asma bronchiale, nella malattia cardiaca, nel diabete mellito, nella sindrome di Loeys–Dietz, nella malattia di Parkinson e nell'AIDS. 
L'iperespressione del TGF-β è responsabile della sindrome di Marfan, una malattia autosomica dominante che colpisce primariamente il tessuto connettivo.
Sembra inoltre che abbia un ruolo nella funzione riproduttiva, nello sviluppo, nella motilità, nell'adesione, nella morfogenesi dell'osso, nella cicatrizzazione delle ferite. Questo ruolo è molto diversificato a seconda dei tessuti in cui vengono secreti e delle quantità in cui sono espressi; in alcuni casi possono anche agire da potenti inibitori della crescita come è stato osservato in una varietà di cellule epiteliali, endoteliali e linfoidi.
Un suo deficit può essere riscontrato nei soggetti affetti da lupus eritematoso sistemico, concorrendo alla patogenesi della malattia.
La maggior parte dei tessuti hanno una elevata espressione dei geni codificanti TGF-β. Ciò contrasta con altre citochine antinfiammatorie come l'interleuchina 10, la cui espressione è minima in tessuti non stimolati e sembra essere richiesta dalla flora batterica patogenica o commensale.
TGF-beta agisce come un fattore antiproliferativo in cellule epiteliali nei primi stadi dell'oncogenesi.
Alcune cellule che producono TGF-β hanno anche recettori per TGF-β, e quindi possono eseguire una segnalazione autocrina. Le cellule tumorali aumentano la loro produzione di TGF-β, il quale influisce sulle cellule intorno.